# Sheldon Whitehouse
Sheldon Whitehouse (New York, 20 ottobre 1955) è un politico e avvocato statunitense, membro del Partito Democratico ed attuale senatore per lo stato del Rhode Island dal 2007. In precedenza, Whitehouse ha ricoperto la carica di Procuratore generale del Rhode Island dal 1999 al 2003.

## Biografia
Nato a New York, Whitehouse è figlio del diplomatico e ambasciatore statunitense Charles Whitehouse. Dopo gli studi a Yale, Whitehouse si laureò in legge in Virginia e cominciò ad esercitare la professione nel Rhode Island.
Nel 1993 il Presidente Clinton lo nominò procuratore e lui mantenne l'incarico per quattro anni, fino a quando nel 1998 venne eletto procuratore generale dello stato del Rhode Island.
Nel 2002 Whitehouse si candidò come democratico alla carica di governatore, ma perse le primarie contro l'avversaria Myrth York, che venne poi sconfitta nelle elezioni generali.
Nel 2006 Whitehouse si candidò al Senato e riuscì a farsi eleggere, sconfiggendo il repubblicano in carica Lincoln Chafee. Gli elettori lo riconfermarono poi anche nel 2012.
Sheldon Whitehouse è giudicato un democratico molto progressista e ha espresso opinioni favorevoli all'aborto, alla ricerca sulle cellule staminali, ai matrimoni omosessuali e allo sfruttamento delle energie rinnovabili.